# Winter Park (Florida)
Winter Park è una città degli Stati Uniti, capoluogo della contea di Orange, nello Stato della Florida. Nel 2010, la popolazione stimata dall'U.S. Census Bureau è salita a 27 852 abitanti.
Fa parte dell'Area statistica metropolitana di Orlando. La città è sede del Rollins College, Full Sail University e il Museo Charles Hosmer Morse of American Art, che ospita la più grande collezione di Tiffany in vetro. Winter Park dispone di molti spazi aperti: parchi, aree residenziali, e una zona commerciale lato strada lungo la Park Avenue.
Winter Park è stata fondata come una comunità di resort soprattutto da magnati d'affari del nord alla fine del XIX e XX secolo. La sua via principale comprende edifici civili, vendite al dettaglio, gallerie d'arte, un college privato di arti liberali, musei, un parco, una stazione ferroviaria, un country club con campo da golf, un cimitero storico, e una spiaggia.